# Wesley Van Der Linden
Wesley Van Der Linden (né le 7 mars 1982 à Grammont) est un coureur cycliste belge. Professionnel de 2004 à 2008, il a été deux fois champion de Belgique espoirs, en 2003 et 2004, lauréat du Superprestige espoirs 2003-2004 et vice-champion du monde de cyclo-cross espoirs en 2003.

## Palmarès en cyclo-cross
- 1999-2000
  - 2e du championnat de Belgique de cyclo-cross juniors

- 2002-2003
  -  Champion de Belgique espoirs
  -  Médaillé d'argent du championnat du monde de cyclo-cross espoirs
  - Superprestige #1 Espoirs, Ruddervoorde
  - Superprestige #2 Espoirs, Saint-Michel-Gestel

- 2003-2004
  -  Champion de Belgique espoirs
  - Classement général du Superprestige
    - Superprestige #2 Espoirs, Saint-Michel-Gestel
    - Superprestige #3 Espoirs, Asper-Gavere
    - Superprestige #5 Espoirs, Diegem
    - Superprestige #6 Espoirs, Hoogstraten
    - Superprestige #7 Espoirs, Harnes

  - Asteasu
  - 10e du championnat du monde de cyclo-cross espoirs

- 2004-2005
  - Asteasu
  - Idiazabal
  - Ispaster

- 2007-2008
  - Vendin
  - Ispaster

## Palmarès sur route
- 2003
  - 3e de Romsée-Stavelot-Romsée

- 2004
  - 5ea étape du Circuito Montañés